# Vaeküla
Vaeküla är en ort i Estland. Den ligger i Sõmeru kommun och landskapet Lääne-Virumaa, i den centrala delen av landet, 100 km öster om huvudstaden Tallinn. Vaeküla ligger 78 meter över havet och antalet invånare är 233.
Terrängen runt Vaeküla är platt, och sluttar norrut. Runt Vaeküla är det glesbefolkat, med 11 invånare per kvadratkilometer. Närmaste större samhälle är Rakvere, 8,8 km väster om Vaeküla. I omgivningarna runt Vaeküla växer i huvudsak blandskog.